# Cripta di San Zama
La cripta di San Zama è un edificio di culto di Bologna, si trova all'interno del complesso dedicato ai Santi Naborre e Felice ed è considerata uno dei luoghi cristiani più antichi della città. Sorge sui resti di quella che, secondo la tradizione, fu la casa di Vitale e Agricola, i due santi protomartiri di Bologna. La cripta è un monumento di grande importanza sia dal punto di vista artistico che da quello storico, perché in questo luogo affondano le radici cristiane del capoluogo emiliano.
È stata definita anche la proto-cattedrale di Bologna e proprio per la sua importanza, in questo luogo furono conservati i sarcofagi nei quali erano sepolti i primi vescovi, tra cui anche i primi due: Zama e Faustiniano; come recita un'epigrafe incisa su un sarcofago conservato nella chiesa fino al XVIII secolo.

## Storia e descrizione

### La struttura
Tra l'XI e il XII secolo l'insediamento dei monaci benedettini comportò la costruzione del monastero, della chiesa, della cripta e a lato di un piccolo chiostro il tutto riutilizzando materiali antichi già presenti in loco.
La cripta in stile romanico è divisa in tre navatelle con volte a crociera e sottarchi di copertura. Termina con cinque absidiole, dove si aprono strette finestrelle con strombature verso l'interno e aperture in alabastro.
I monaci volevano creare un ambiente che ricordasse un bosco, come luogo di raccoglimento di preghiera in contatto con la natura e con il suo Creatore. Per ottenere questo effetto inserirono una doppia fila di colonne cilindriche con parti in marmo, derivate dal riutilizzo di colonne romane.

### Le colonne e i capitelli

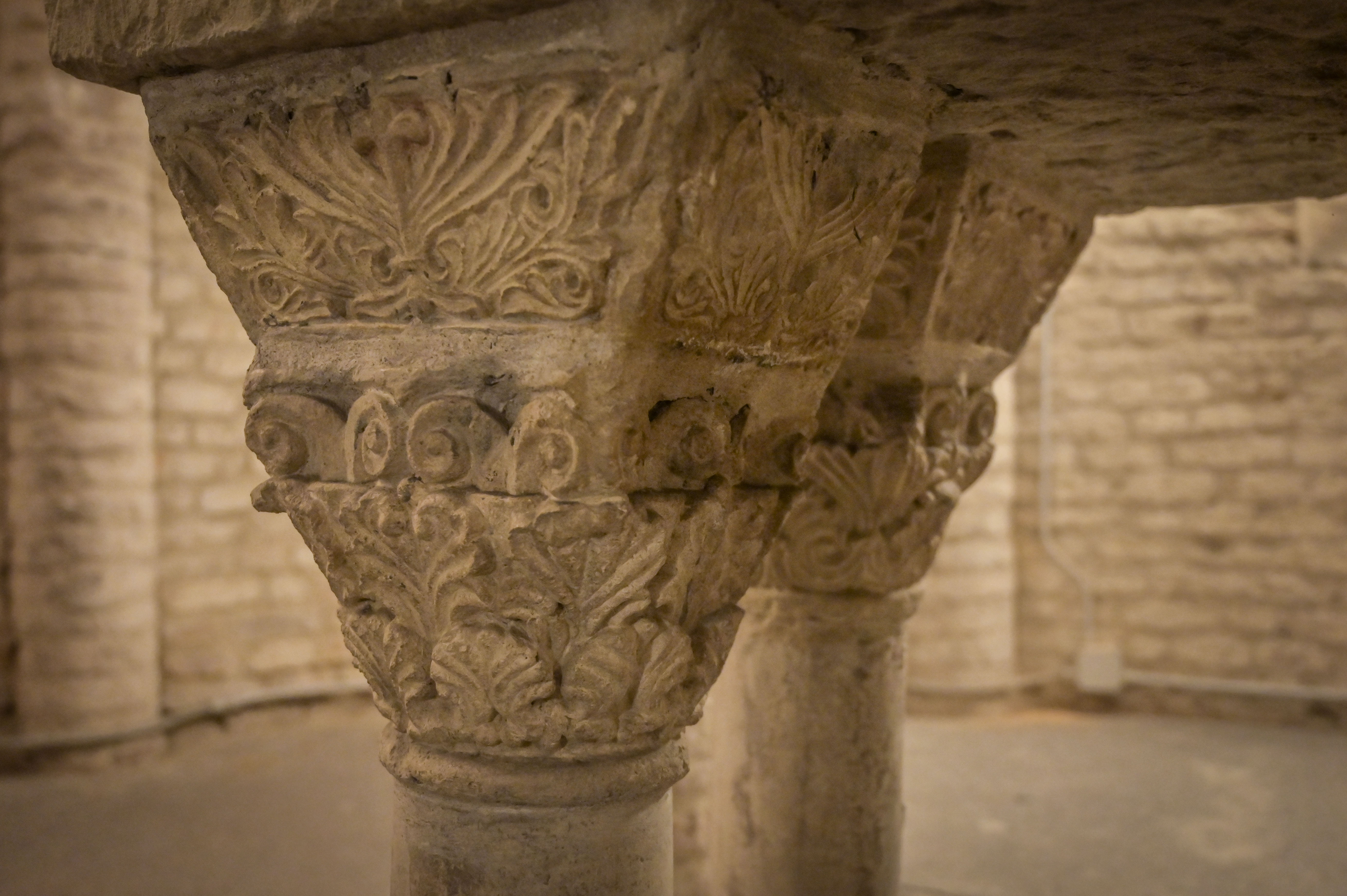
Capitelli

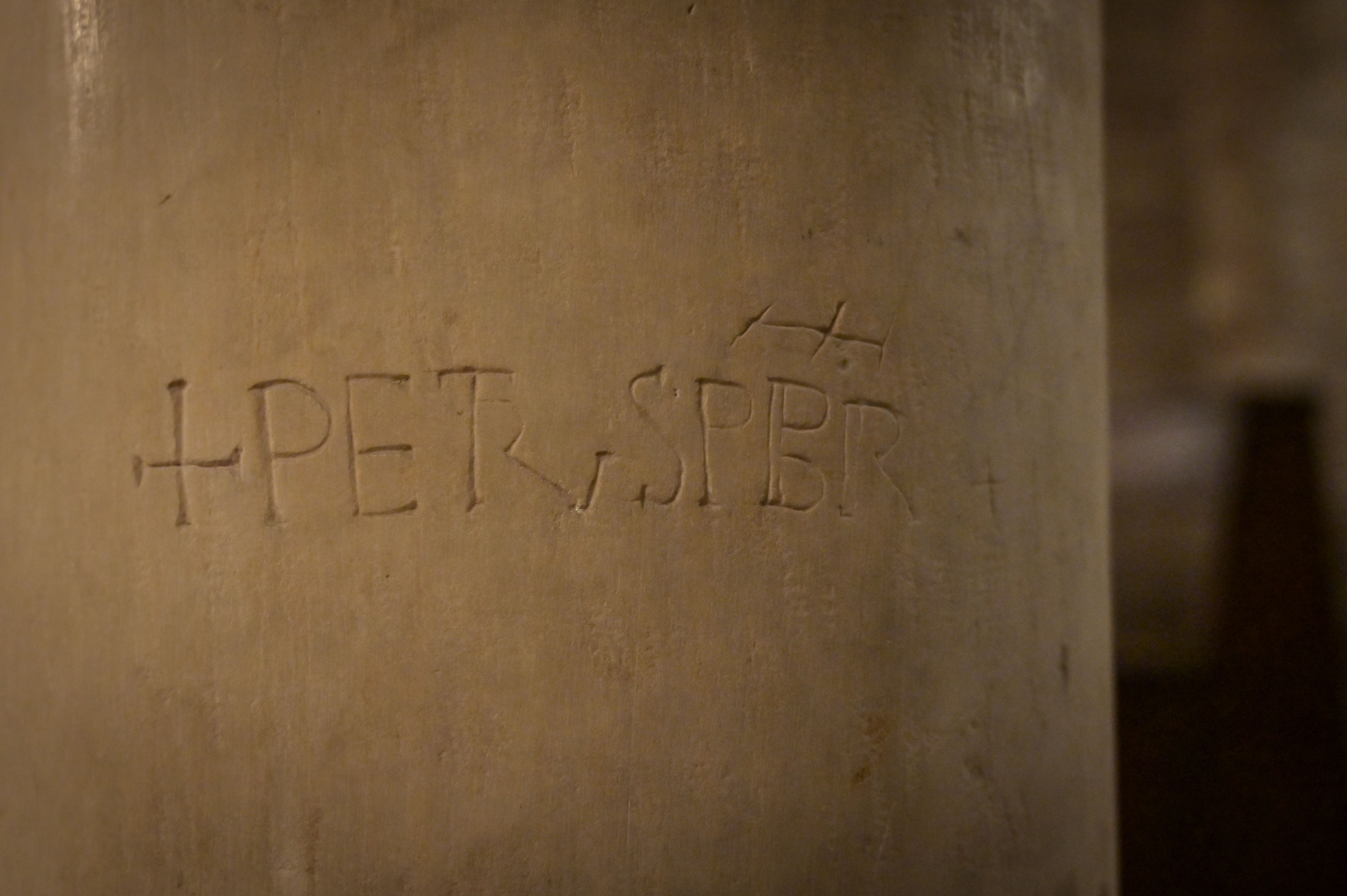
Scritta sulla colonna

Le colonne che suddividono in tre parti uguali le navate non furono utilizzate nella loro grandezza originale, ma vennero divise in due. Solo cinque delle colonne presentano capitelli di marmo decorati:
- quattro sopra le piccole colonne che sorreggono l'altare sono di tipo corinziesco, ornati con foglie e vistosi riccioli.
- un capitello ha il corpo liscio ed è decorato da semplici sgusciature angolari.

Una delle colonne reca il nome di Petrus presb (Pietro sacerdote), preceduto da una croce uncinata. Esistono diverse ipotesi riguardanti questa scritta. Essendo incisa sulla posizione inferiore della colonna farebbe supporre che la stessa esisteva già prima dell'arrivo dei monaci benedettini e che fu da loro tagliata, abbassando così la scritta.
Uno dei capitelli è di tipo "ravennate", a tronco di piramide rovesciata, decorato con foglie e gambi tortili. Troviamo capitelli simili anche all'interno della chiesa dei Santi Vitale e Agricola in Arena e in quella dei Santi Vitale e Agricola in Santo Stefano.

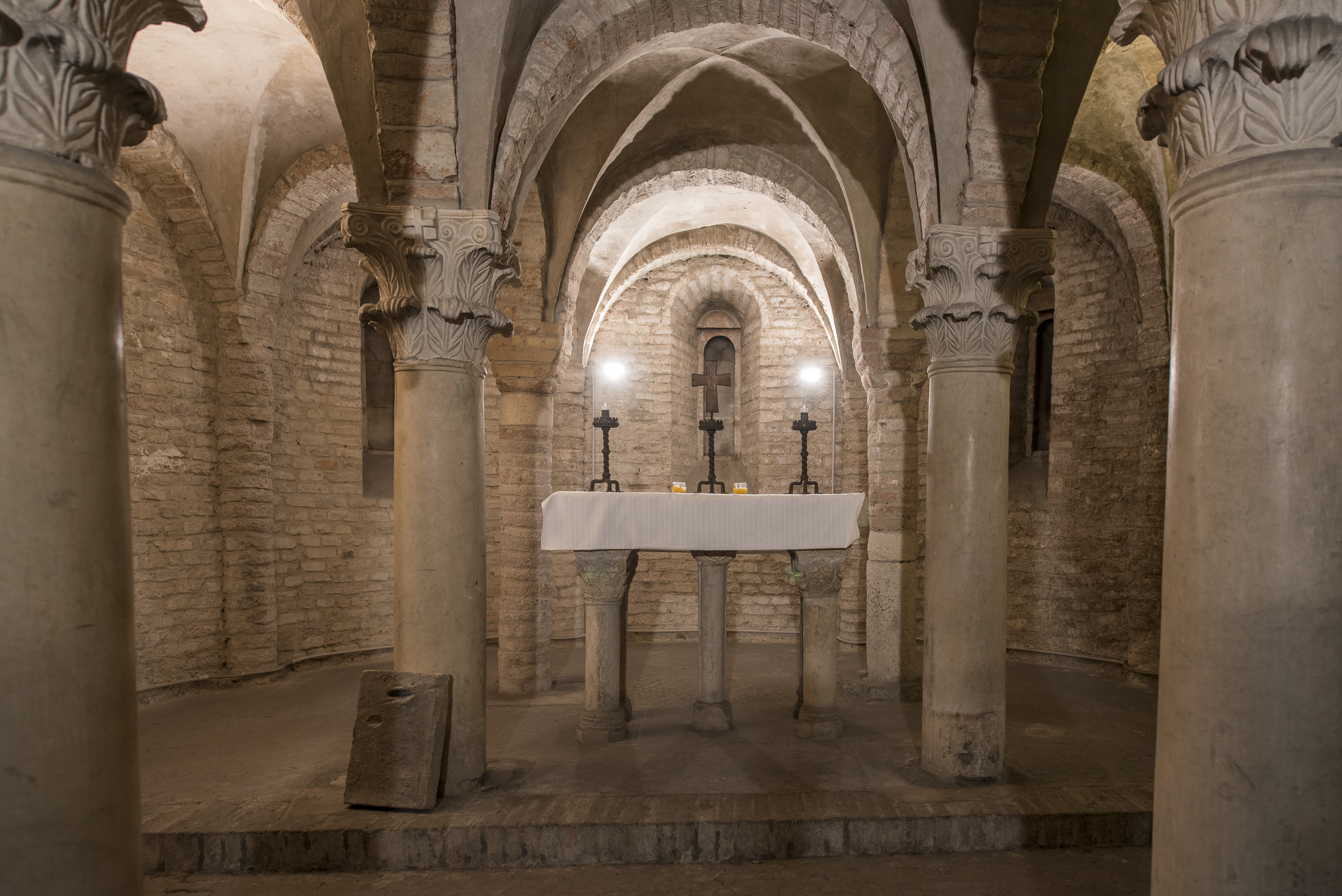
Capitelli dell'altare

### L'altare
L'altare è formato da una lastra tombale di epoca romana rettangolare, sorretta da quattro colonne laterali e una più piccola centrale, tutte di epoca romana realizzate dai monaci benedettini, coronate da capitelli della stessa epoca. Tra il capitello romanico e la mensa d'altare si trovano dei pulvini, tipici elementi architettonici strutturali bizantini a forma di tronco di piramide rovesciata.

### Il pavimento

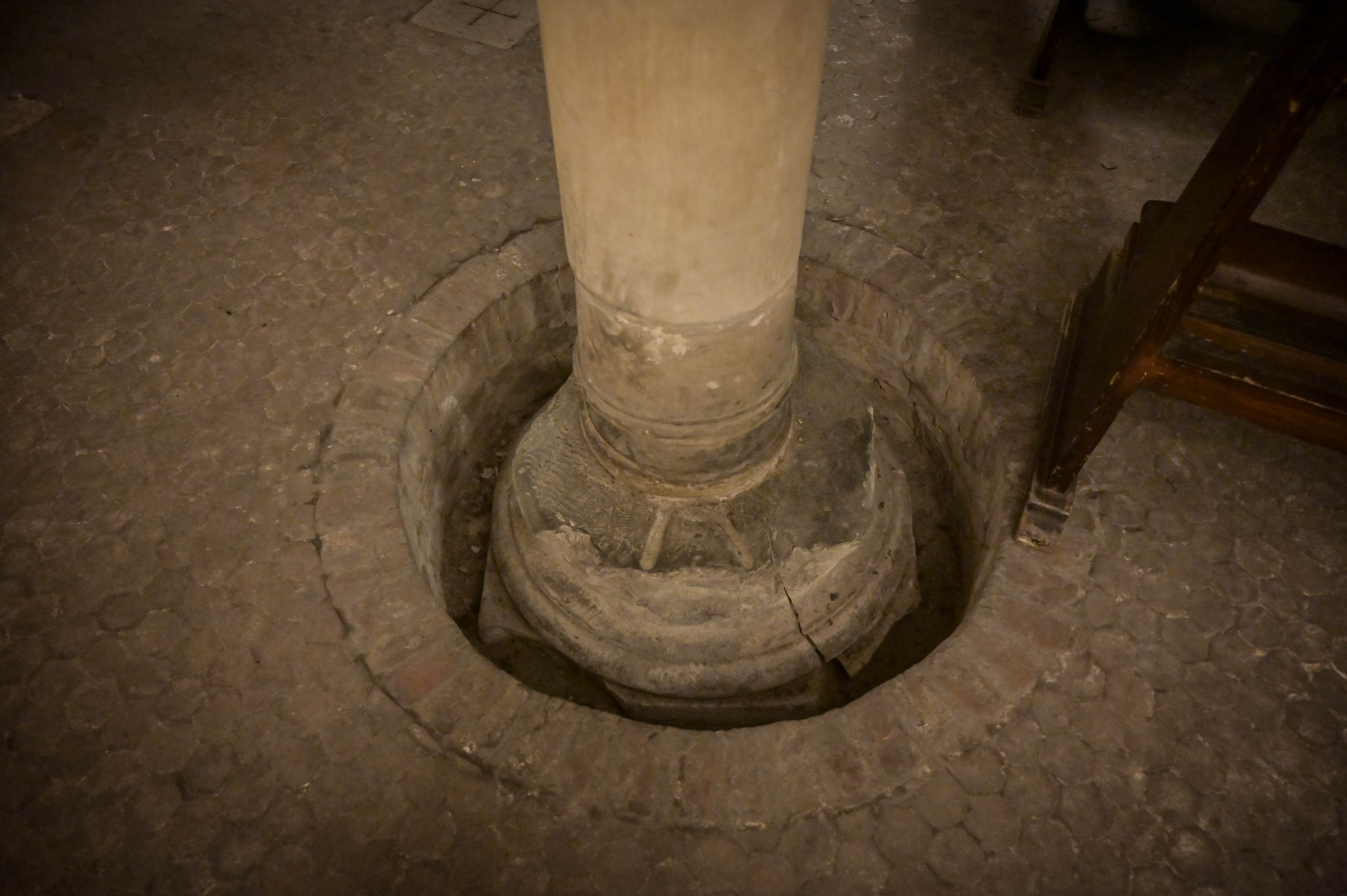
Colonna ribassata

Il pavimento di epoca romana è formato da esagonette in terracotta, creato dall'unione di cilindretti uno a fianco dell'altro spesso utilizzato nei vani di servizi delle residenze romane. Agli inizi del Novecento, grazie a un intervento di restauro, si sollevò il pavimento romano per creare un'intercapedine che evitasse le infiltrazioni d'acqua e compromettesse la conservazione del pavimento stesso. I lavori furono affidati all'ingegnere e storico d'arte Guido Zucchini che alzò la pavimentazione di 27 cm, lasciando libero e ben visibile il basamento di una delle colonne. In questo modo, nonostante le altre colonne siano state inglobate dal pavimento, rimase testimonianza di come sono fatti i basamenti originali che non sono più visibili perché posti sotto al piano del nuovo calpestio.

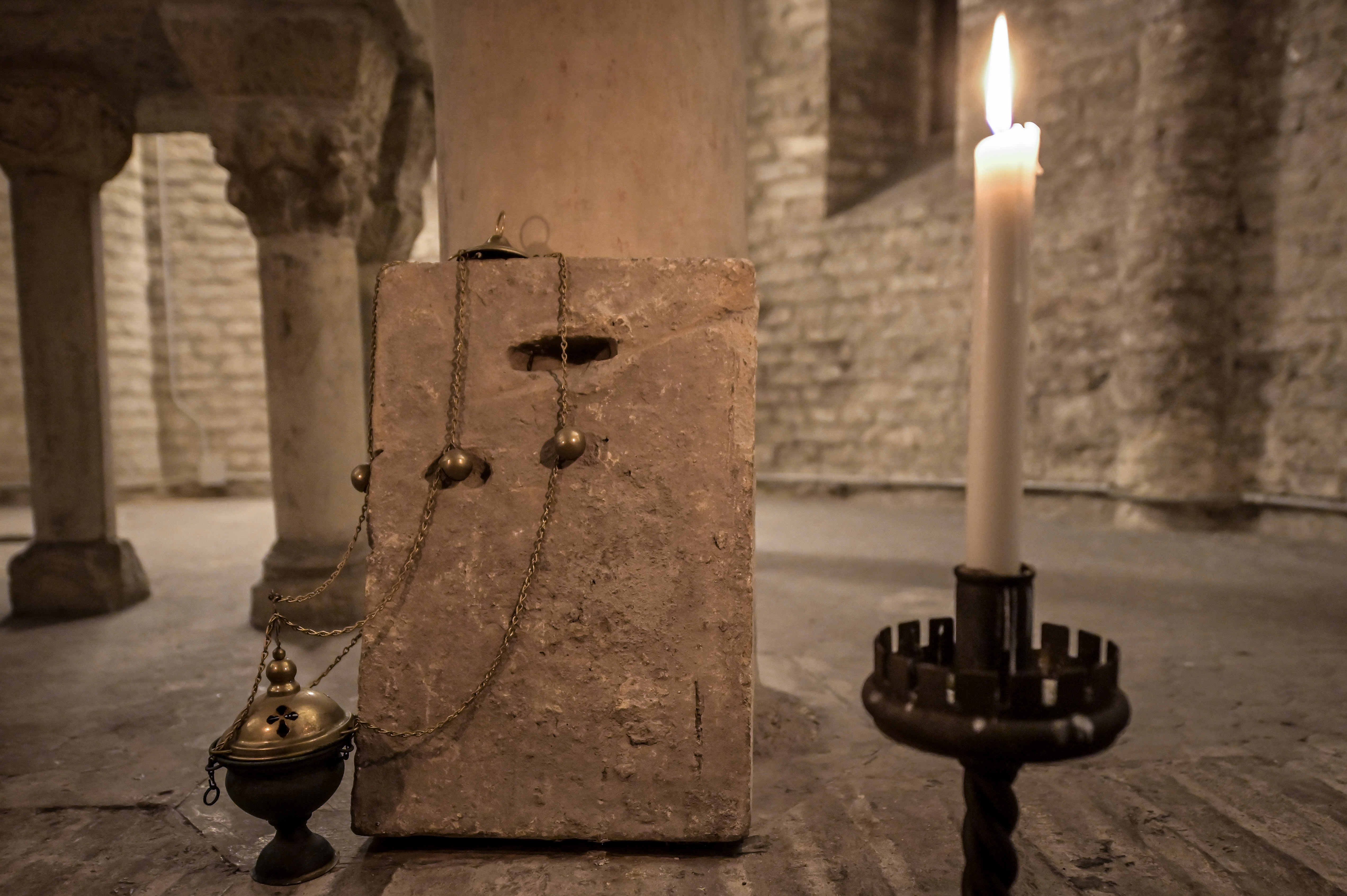
Mattone manubriato

Per la costruzione dei muri perimetrali i monaci benedettini hanno utilizzarono i mattoni romani che trovarono già in loco, ma furono adattati al nuovo ambiente. Molti di questi sono mattoni manubriati, termine che deriva dall'uso romano di inserire nel mattone un incavo che veniva usato da impugnatura. Inoltre era usanza dei romani incidere una bolla in cui venivano inserite diverse informazioni riguardante il mattone, come a esempio la fornace, la destinazione e l’uso.

### Le decorazioni

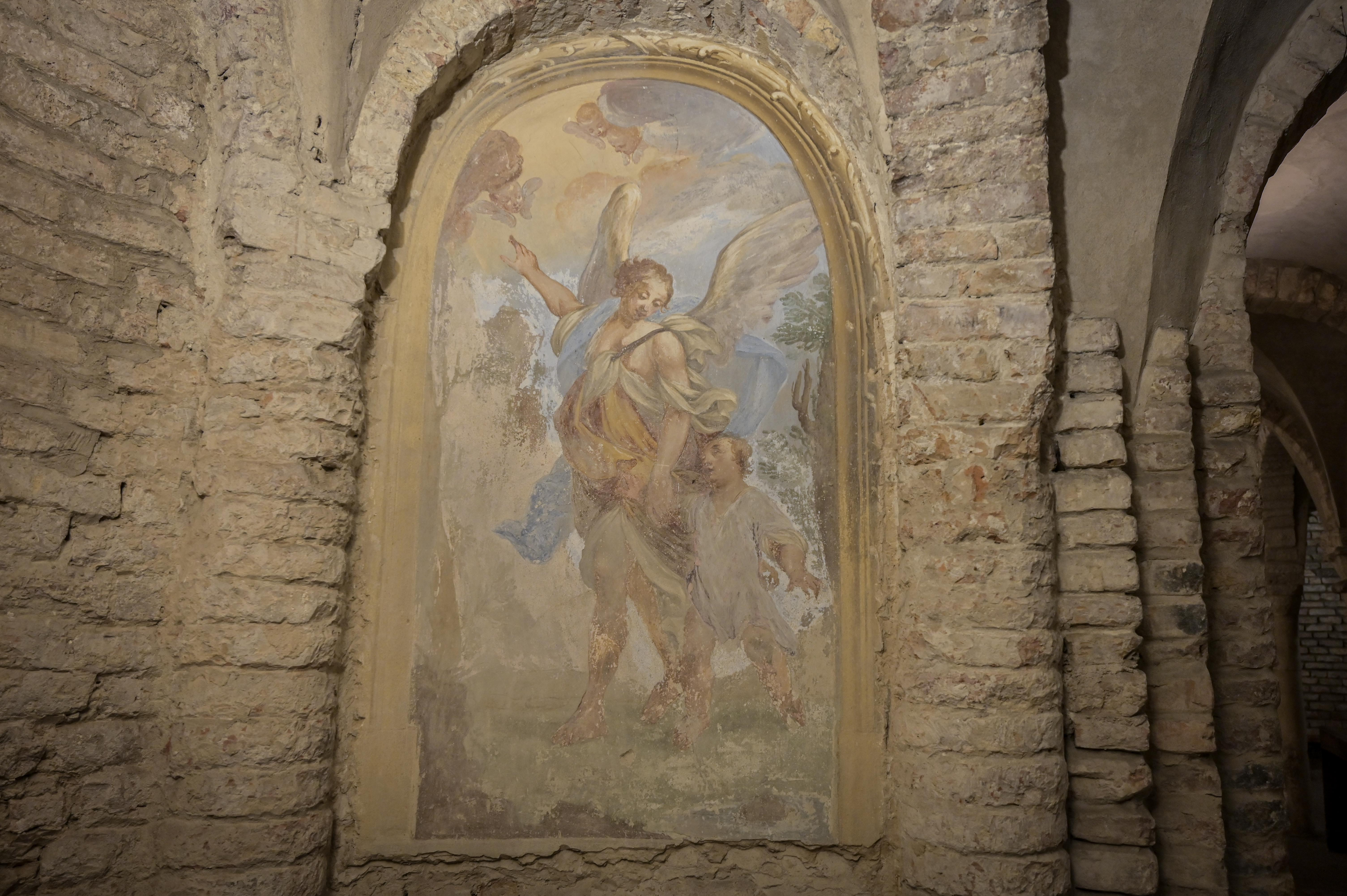
Affresco Arcangelo Raffaele

Sulle pareti sono presenti delle decorazioni realizzate dopo il 1634, epoca in cui la chiesa divenne la sede delle clarisse. Attuarono diversi lavori di restauro alla chiesa superiore e alcuni interventi anche alla cripta. Sono visibili due affreschi con la rappresentazione di San Petronio e San Zama su una parete e un affresco di un angelo che accompagna un bambino su un’altra parete.
Quest'ultima rappresentazione si può identificare iconograficamente con la figura di San Raffaele arcangelo e Tobiolo.
Sulle volte delle navatelle laterali sono visibili anche delle tracce di decorazioni fitomorfe con rami e nastri, sempre dell'epoca delle clarisse. Le monache radunarono inoltre diverse opere di artisti per abbellire i luoghi, molte delle quali sono state trasportate fino in Francia da Napoleone Bonaparte. Alcune delle opere sono ritornate in Italia e sono conservate nella pinacoteca nazionale di Bologna.